# Merve Çağıran
Merve Çağıran (Balıkesir, 10 novembre 1992) è un'attrice turca.

## Biografia
Nata nella cittadina di Balıkesir, da bambina si trasferisce con la famiglia a Smirne, dove completa il proprio percorso di studi.
Entra nel mondo della recitazione nel 2010, ottenendo il suo primo ruolo da attrice nella popolare serie televisiva Tek Türkiye, a cui seguono diversi progetti sul piccolo schermo che contribuiscono ad incrementarne la popolarità.
Il successo arriva nel 2015 quando veste i panni di Janset nella fiction televisiva Tatli Küçük Yalancilar, con protagonisti Dilan Çiçek Deniz, Burak Deniz, Melisa Şenolsun e Bensu Soral. Compie il proprio debutto sul grande schermo l'anno seguente quando è scritturata dal regista Umur Turagay per interpretare Sevil in İkimizin Yerine, con Serenay Sarıkaya e Nejat İşler.
Negli anni successivi si dedica esclusivamente al piccolo schermo partecipando in importanti serie quali Aşk Laftan Anlamaz, Kalp Atışı e Çarpışma, prima di ottenere il suo primo ruolo da protagonista nel 2019 in Çocuk. Qui interpreta la giovane ragazza-madre Akça Yılmaz, a sua volta figlia di una prostituta, costretta a dare in adozione la propria bimba a una ricca famiglia al fine di poterle riservare una vita migliore.

## Filmografia

### Cinema
- İkimizin Yerine, regia di Umur Turagay (2016)

### Televisione
- Tek Türkiye – serie TV (2010)
- Farklı Desenler – serie TV (2012)
- Ekip 1 - Nizama Adanmış Ruhlar – serie TV (2013)
- Şefkat Tepe – serie TV (2013-2014)
- Ötesiz İnsanlar – serie TV (2013-2014)
- Hıyanet Sarmalı – serie TV (2014)
- Kaçak Gelinler – serie TV (2014)
- Küçük Gelin – serie TV (2014-2015)
- Tatlı Küçük Yalancılar – serie TV (2015)
- Aşk Laftan Anlamaz – serie TV (2016-2017)
- Kalp Atışı – serie TV (2017)
- Çarpışma – serie TV (2018-2019)
- Çocuk – serie TV (2019-in corso)